# Acaronia nassa
Acaronia nassa és una espècie de peix de la família dels cíclids i de l'ordre dels perciformes.

## Morfologia
- Els mascles poden assolir 15,4 cm de longitud total i són més grossos que les femelles.[4][5]

## Reproducció
Té lloc durant l'estació de les pluges.

## Alimentació
Menja gambes, larves d'insectes d'Odonata, Coleoptera i Hemiptera, i peixos (ciprinodòntids i caràcids).

## Hàbitat
És una espècie de clima tropical entre 25 °C-28 °C de temperatura.

## Distribució geogràfica
Es troba a Sud-amèrica: conca del riu Amazones al Perú, Brasil, Colòmbia i Bolívia;  riu Negro; riu Branco; conca del riu Oyapock a la Guaiana Francesa i conca del riu Essequibo a Guaiana.

## Costums
Comparteix el seu hàbitat amb Pterophyllum scalare, Heros efasciatus, Hypselecara temporalis i Mesonauta guyanae.